# 伊努·L·強森
伊努·路易斯·「努基」·強森（英語：Enoch Lewis "Nucky" Johnson，1883年1月20日—1968年12月9日），暱稱是努基·強森（Nucky Johnson），是新澤西州大西洋城的政治老大、大西洋縣治安官、商人和犯罪老大。他是個政治機器的領導者，曾於1910年代控制大西洋城及大西洋縣政府，直至1941年被定罪和入獄為止。他的管治圍繞在咆哮的二十年代（1920年代），當時的大西洋城作為禁酒令時期的避難所，正處於最受歡迎的時期。除了走私非法私酒外，他的組織也涉及賭博和賣淫活動。
熱門的HBO電視劇《酒私風雲》根據強森的故事而成，由史提夫·布斯美飾演努基·湯普森。

## 早年
伊努·路易斯·強森於1883年1月20日出生在美國新澤西州的加洛韋鎮區，父母是史密斯·E·強森（Smith E. Johnson）和維珍尼亞·希比·強森（Virginia Higbee Johnson），他們都是新教徒，也是大西洋縣兩個最古老家族的成員。他的綽號「努基」（Nucky）是來自前面的名「伊努」（Enoch）。
1886年，強森的父親被選為新澤西州的治安官，任期三年。全家也搬到梅斯蘭丁。他的生涯在執法機構的梅斯蘭丁治安官與大西洋城代理治安官的角色之間輪流交替。在路易斯·庫爾勒的勢力掘起之前，年老的強森與大西洋縣書記Lewis P. Scott（1854年-1907年）和國會議員約翰·J·加德納一起，都是主導大西洋城和大西洋縣政府的三人集團成員。1905年，努基·強森成為他父親在梅斯蘭丁的副治安官。他父親的任期於1908年屆滿時，強森被選為大西洋縣治安官，他擔任該職位直到在1911年被法庭判令罷免為止。
1906年，強森娶了他年輕時的愛人Mabel Jeffries為妻。
強森和Mabel很快入學於新澤西州特倫頓的新澤西州師范學校（現在為新澤西學院），他在學校裡學習英國文學。然而，他後來放棄了學習，轉而從事政治生涯。

## 勢力崛起
1909年，強森被任命為大西洋縣共和黨執行委員會的秘書，這是一個有政治意義的職位。1911年，當地的政治老大路易斯·庫爾勒、強森與另外幾個人被判貪污罪，庫爾勒被判有罪並入獄，強森則無罪釋放，容許他接替庫爾勒的職位，成為組織的領導人，有效地控制由共和黨所帶領的大西洋城及大西洋縣政府。
大西洋城是一個旅遊目的地，城市領導者知道，要成功地作為度假勝地就要取決於提供遊客想要的東西。許多遊客想要的是喝酒、賭博和召妓的機會。城市的領導人意識到，准許發展一個“罪惡工業”（或译黑色产业）將會給予城市在競爭中占據優勢。因此，強森的組織允許在星期日提供酒精服務（當時被新澤西州法律禁止）、賭博和賣淫，以換取这些黑色产业业者向該組織支付保護費。这些黑色产业在努基·強森的管治下繼續運作和擴張。他也参与了其他形式的貪腐，包括拿取政府合同的回扣。
1912年，強森的妻子Mabel去世。據報導說，強森曾經是一個禁酒主義者，但在她死後便開始喝酒。
強森在他30年的管治期間擔任了許多工作，包括：縣財務主管，這使他能控制縣的開支；縣收錢人；週報的出版商；銀行董事；建築與貸款公司的總裁；以及費城啤酒廠的董事。他曾拒絕競選州參議員的請求，認為參加競選有失「真正老大」的尊嚴。作為最有勢力的新澤西共和黨員，強森承擔起選舉幾位州長和美國參議員的責任。
1916年，強森為共和黨候選人華爾特·E·埃奇擔任競選經理，埃奇成功成為州長。除了為當時是大西洋縣的州參議員埃奇籌集資金外，強森還要經由接觸民主黨哈德遜縣老大法蘭克·赫格來策劃埃奇的選舉，而赫格不喜歡民主黨候選人奧托·威特龐。埃奇為赫格提供了合作的承諾，赫格則吩咐他的民主黨組織中的人在共和黨初選中投票給埃奇。赫格在大選中不支持威特龐，而埃奇當選了。埃奇為了獎賞強森，任命強森為州最高法院書記。

## 禁酒令期間的大西洋城
強森的勢力在禁酒令期間達到了頂峰，這個禁酒令是在1919年全國性頒布（但是直到1920年才生效），持續到1933年為止。禁酒令在大西洋城並未有效地執行，因此，該度假勝地的人氣便進一步增長。城市後來自稱為「世界遊樂場」（The World's Playground）。強森憑借自己在該市的影響力和權力，確保任何提供酒水、經營妓院或管理賭館的人都不會受到打擾，只要強森能從中分得一杯羹的話。事實上，強森的大部分收入來自於他在大西洋城出售的每一加侖非法酒類以及賭博和賣淫活動中提取的百分比。強森曾經說過：
「我們有威士忌、葡萄酒、女人、歌曲和老虎機。我不會否認，也不會為此道歉。如果大多數人不想要這些東西，它們便不會有利可圖，它們不會存在。事實上，這些東西的存在向我證明了，人們想要它們的。」
調查人員曾指控強森的收入從罪惡生意中獲得每年超過50萬美元（相當於2021年超過800萬美元）。他的座驾是價值14,000美元的淺藍色加長型禮車，配有专职司机，並穿著昂貴的衣服，包括一件1,200美元的浣皮大衣。他的個人標記是一朵紅色康乃馨，每天都新鮮，佩帶在他的翻領內。在強森的權力巔峰時，他住在位於海濱大道上麗思卡爾頓酒店九樓的套房。麗思酒店在1921年開業，是強森主辦許多奢華派對的地方。他被稱為「麗思的沙皇」（the Czar of the Ritz）和「麗思的囚犯」（the Prisoner of the Ritz）。他自願地對需要幫助的人進行捐贈，並深受當地市民的愛戴，他的善舉和慷慨已是當地的傳奇。強森曾經解釋過，「當我生活得很好時，每個人都會生活得很好」。
自從建立以來，大西洋城與其他夏季度假勝地一樣，一直背負著季節性經濟的包袱，而在寒冷的月份促進該地的旅遊業並不成功。然而，在禁酒令期間，酒精的免費供應使大西洋城成為國家舉辦會議的首要地點。為了促進由會議支持的全年經濟，強森便指揮大西洋城會議廳的建造。在會議廳上的建造工作於1926年開始，並於1929年5月開幕。它是一個650英尺乘350英尺（200乘110米）的建築物，曾是最先進的會議廳，並包含當時在歷史上無障礙觀看風景的大型房間。
在努基·強森的管治下，大西洋城是進口非法私酒的主要港口之一，而在1927年，他同意參加一個由東岸其他私酒販和詐騙販組成的鬆散組織，組成七大集團（Big Seven或Seven Group）。他是1929年大西洋城會議的主持，這是一個全國性有組織犯罪集團領袖會議，其中包括艾爾·卡彭出席。（一張被懷疑真實性的著名照片，聲稱展示了強森和卡彭在會議期間一起沿著海濱大道散步。詳情參考努基·強森的組織。）
強森有一個俄羅斯的私人助理和男僕Louis Kessel。
強森的最高執行者兼強大的第四選區老大是前麗思酒店的服務生吉米·博伊德。強森和查理·盧西安諾正在組織七大集團時遇見了博伊德。當他們見面後，博伊德和強森立刻喜歡彼此，強森開始培養他成為強森組織的老大。到了1920年代末，博伊德管理著城市中每個地下酒吧、非法賭場、彩票勾當和妓院。

## 逃稅指控
努基·強森的名字於1930年大西洋城出版的《紐約新聞報》一系列文章中被威廉·藍道夫·赫茲經常提及。根據某些報導，強森與赫茲之間出現恩怨，原因是強森和一名與赫茲有穩定約會的表演女郎過份親近。強森其後被聯邦政府加強監視，據稱是由於羅斯福政府官員受到赫茲的遊說。
1933年，一項由聯邦政府提交財產留置權對強森不利，起訴他於1927年在收入賺取上欠付額外稅款。1933年也是禁酒令廢除的日子，這消除了旅客和會議代表人員對大西洋城的一個主要賣點，還消除強森與他的政治機器的收入來源。1939年5月10日，他被控告在1935年、1936年和1937年期間從彩票經營者收取約125,000美元的收入而逃稅。1941年7月結束了一個為期兩周的審判，強森被判有罪。他被判在聯邦監獄監禁十年，以及罰款20,000美元。1941年8月1日，當時58歲的強森與一名來自費城的33歲瑞典裔美國前表演女郎Florence "Flossie" Osbeck結婚，他們已訂婚三年。十天後，1941年8月11日強森進入劉易斯堡聯邦監獄。
在1941年強森被定罪後，法蘭克·S·法利繼任他成為大西洋城政治機器的領袖。

## 假釋出獄
在入獄四年後，強森於1945年8月15日獲假釋，並宣誓貧民誓言以避免罰款20,000美元（相等於2021年時的301,000美元）。
他出獄後，強森與他妻子和哥哥住在他妻子的親戚所擁有位於大西洋城南埃爾伯朗大道（South Elberon Avenue）的房子裏。有猜測指他想尋找一份選舉辦公室的工作，但他沒有找到。他反而在里奇菲爾德石油公司當銷售工作，並與他的妻子為雷諾酒廠工作。在這些年期間，強森和他的妻子有時會出席本地的政治晚宴和集會活動，他們會被安排在主桌上就座。他仍然無可挑剔地打扮衣著，包括在他的翻領上戴著一朵紅色康乃馨。強森堅定不移地支持法利的領導能力，在1952年，當法利的組織面對激烈的選舉挑戰時，強森則為他在大西洋城以黑人為主的北區區域進行競選活動，在那裡強森仍然很受歡迎。

## 逝世
努基·強森於1968年12月9日在新澤西州諾斯菲爾德的大西洋縣療養院中去世。根據《大西洋城新聞報》說，強森「是天生的管治者：他有眼光、浮誇豪放、政治上不道德和無情，有對面孔和名字的超強記憶力，以及有指揮命令的天賦... [強森]有身為食客（trencherman）、酗酒者、強大的情人、美食家、奢侈淫逸的空想家和生活中美好事物都有强烈追求的名譽。」他在大西洋縣療養院裏死於自然。

## 流行文化
HBO於2010年9月19日首播電視劇《酒私風雲》，虛構化了禁酒時期的大西洋城。該劇共有五季，由馬田·史高西斯及麥克·華堡監製，史提夫·布斯美飾演努基·湯普森。該劇的創始人泰倫斯·溫特選擇描寫了強森的虛構版本，給予編劇對歷史有創作性的許可，並維持懸念性。真實的強森與虛構的湯普森之間的一大差別是真實的強森未知有否親自殺任何人，至於虛構的湯普森則有殺人。這裏也沒有證據指出強森曾命令其他人去殺人。此外，湯普森經營釀酒廠進行走私私酒，並直接地與真實的黑幫份子在東岸的分銷上競爭，然而真實的強森在大西洋城的所有非法酒精銷售中都分一杯羹，但從來不知道是否參與競爭或地盤爭奪戰。他曾被形容為「用一柄天鵝絨錘子」來管理他的帝國。強森的妻子在1912年去世很久以後沒有再婚，直至1941年才再婚；在劇中，湯普森於1921年再婚。湯普森是愛爾蘭天主教徒，而強森是衛理公會教徒，其父母來自大西洋縣最古老的兩個家庭。
該HBO電視劇是改編自尼爾森·強森（與伊努·L·強森無任何關係）的2002年書籍《酒私風雲：大西洋城的出生、巔峰和腐敗》（Boardwalk Empire: The Birth, High Times, and Corruption of Atlantic City）中的一個章節。
路易·馬盧執導的1980年電影《大西洋城》中，黑幫Lou（畢·蘭加士打 飾演）曾提及一件事情牽涉到伊努·L·強森。

## 深入閱讀
- Hart, Steven. American Dictators: Frank Hague, Nucky Johnson, and the Perfection of the Urban Political Machine, New Brunswick, N.J. Rutgers University Press, 2013 ISBN 978-0813562131.
- Johnson, Nelson. Boardwalk Empire, Medford, N.J., Plexus Publishing, 2002 ISBN 0-937548-49-9.

## 外部連結
- The American "Mafia": Who was who ? - Enoch L. Johnson（页面存档备份，存于）
- TIME.com: Atlantic City, New Jersey: Boardwalk Of Broken Dreams（页面存档备份，存于）
- New York Post: Rise and fall of Jazz Age titan behind HBO's 'Boardwalk Empire' Amazing story of bigshot who made Atlantic City a mob playground by Ginger Adams Otis
- Rare photo of Nucky Johnson from the National Archives and Atlantic County Historical Society（页面存档备份，存于）